# 23.º distrito congresional de California
El 23.er distrito congresional es un distrito congresional que elige a un Representante para la Cámara de Representantes de los Estados Unidos por el estado de California. Según la Oficina del Censo, en 2011 el distrito tenía una población de 688 357 habitantes. Actualmente el distrito está representado por el Republicano Kevin McCarthy.

## Geografía
El 23.er distrito congresional se encuentra ubicado en las coordenadas 35°36′40″N 118°32′19″O / 35.6111374, -118.5387275.

## Demografía
Según la Oficina del Censo de los Estados Unidos, en 2011 había 688 357 personas residiendo en el 23.er distrito congresional. De los 688 357 habitantes, el distrito estaba compuesto por 523 446 (76%) blancos; de esos, 500 383 (72'7%) eran blancos no latinos o hispanos. Además 13 385 (1'9%) eran afroamericanos o negros, 9 251 (1'3%) eran nativos de Alaska o amerindios, 40 653 (5'9%) eran asiáticos, 1 001 (0'1%) eran nativos de Hawái o isleños del Pacífico, 97 492 (14'2%) eran de otras razas y 26 192 (3.8%) pertenecían a dos o más razas. Del total de la población 331 165 (48'1%) eran hispanos o latinos de cualquier raza; 309 113 (44'9%) eran de ascendencia mexicana, 2 341 (0'3%) puertorriqueña y 496 (0'1%) cubana. Además del inglés, 3 534 (37'8%) personas mayor a cinco años de edad hablaban español perfectamente.
El número total de hogares en el distrito era de 228 185 y el 64'1% eran familias en la cual el 30'4 tenían menores de 18 años de edad viviendo con ellos. De todas las familias viviendo en el distrito, solamente el 47% eran matrimonios. Del total de hogares en el distrito, el 6 eran parejas que no estaban casadas, mientras que el 0'6% eran parejas del mismo sexo. El promedio de personas por hogar era de 2'93. 
En 2011 los ingresos medios por hogar en el distrito congresional eran de 56 006 US$, y los ingresos medios por familia eran de 87 276 US$. Los hogares que no formaban una familia tenían unos ingresos de 80 850 US$. El salario promedio de tiempo completo para los hombres era de 40 529 US$ frente a los 37 436 para las mujeres. La renta per cápita para el distrito era de 25 531 US$. Alrededor del 10'8% de la población estaba por debajo del umbral de pobreza.